# Freedom (Contea di Sauk, Wisconsin)
Freedom è un comune degli Stati Uniti, situato in Wisconsin, nella Contea di Sauk.